# Witzigmänn
Witzigmänn (mundartlich: Witsigmänn) ist ein Gemeindeteil der Gemeinde Sigmarszell im bayerisch-schwäbischen Landkreis Lindau (Bodensee).

## Geographie
Das Dorf liegt circa 2,5 Kilometer südwestlich des Hauptorts Sigmarszell. Östlich von Witzigmänn fließt die Leiblach, die hier die Staatsgrenze zu Hörbranz in Vorarlberg bildet. Im Westen verläuft die Bundesautobahn 96.

## Ortsname
Der heutige Ortsname wird ab ca. 1620 verwendet und stammt von einer im Ort ansässigen Familie Witzigmann ab. Der Name aus dem Mittelhochdeutschen bedeutet in etwa „kluger Mann“.

## Geschichte
Witzigmänn wurde erstmals im Jahr 1344 als Willer urkundlich erwähnt. 1494 kam erstmals die Bezeichnung Witzigmänhof auf. 1626 wurden drei Häuser im Ort gezählt.

## Persönlichkeiten
- Fidelis Sohm (1787–~1824), Räuber